# Willi Heer

Wilhelm Heer

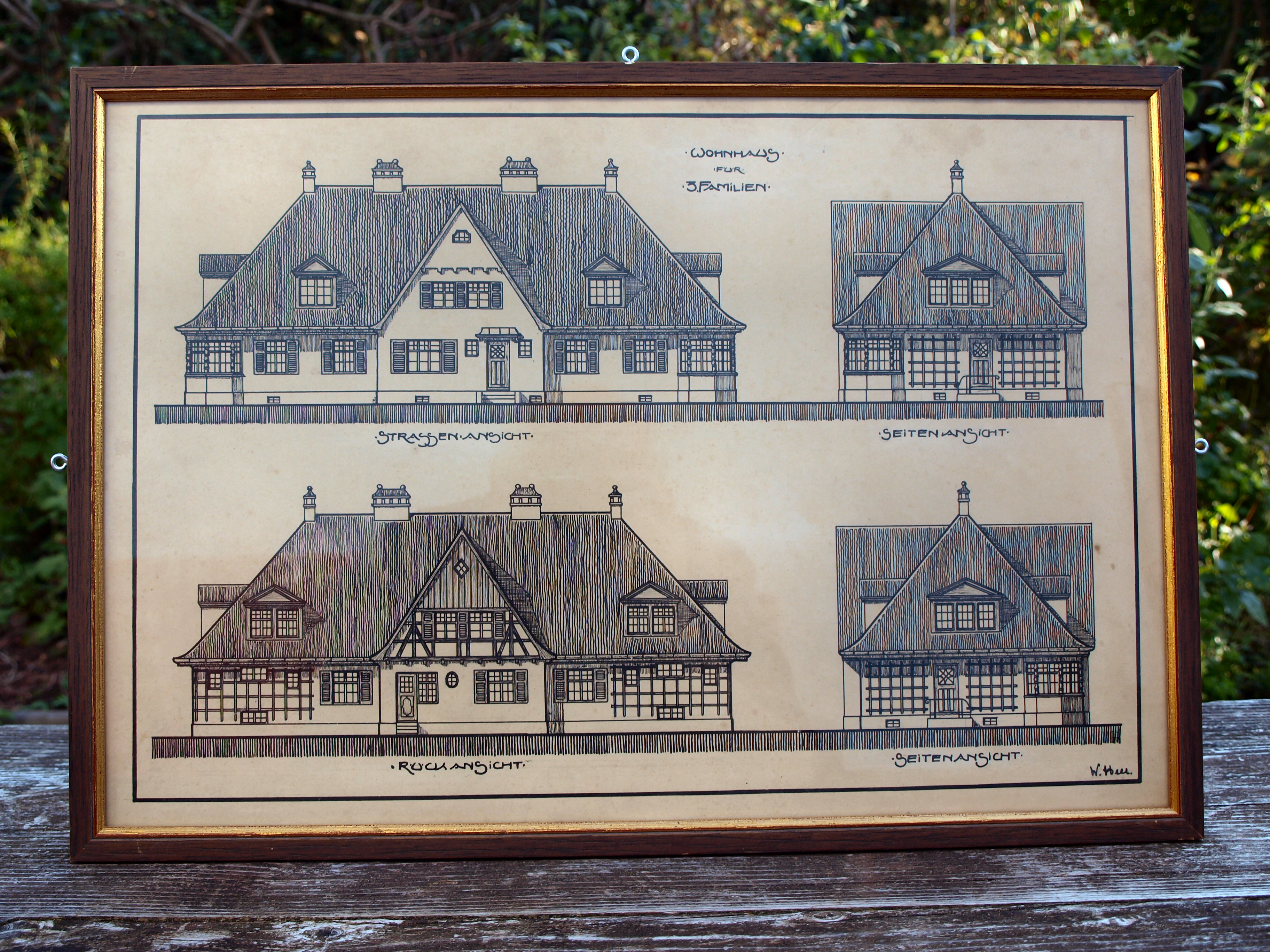
Bauzeichnung „Wohnhaus für drei Familien“, die Heer ca. zwischen 1909 und 1914 im Rahmen seiner Tätigkeiten (Maurer, Steinmetz, Modellbauer, Hochbautechniker) anfertigte.

Wilhelm Heer, genannt Willi Heer (* 21. Juni 1894 in Rothenburg ob der Tauber; † 5. Juni 1961 ebenda), war ein deutscher Politiker (NSDAP).

## Leben

### Herkunft und Erster Weltkrieg
Wilhelm Heer wurde am 21. Juni 1894 in Rothenburg ob der Tauber als achtes von neun Kindern des aus Vöhrenbach stammenden, Rothenburger Kaufmanns und Stadtrats Carl Emil Heer (1847–1925) und der Margaretha Amalia Güll (1855–1939) geboren. Nach dem Besuch der Volksschule und des Progymnasiums wurde Heer an der städtischen Bauschule in Nürnberg als Maurer, Steinmetz und Modellbauer ausgebildet. Anschließend verdiente er seinen Lebensunterhalt als Hochbautechniker. Von November 1914 bis Dezember 1918 nahm Wilhelm Heer am Ersten Weltkrieg teil, in dem er zweimal verwundet und mit dem Eisernen Kreuz II. Klasse ausgezeichnet wurde. Am 15. April 1921 wurde er Bauleiter der Stadt Kitzingen am Main.

### Politisches Wirken und Nationalsozialismus
Nach Kriegsende schloss er sich dem Freikorps Epp an, mit dem er an der Niederschlagung der Münchner Räterepublik teilnahm. Zwischen 1919 und 1921 war Heer Mitglied im Deutschvölkischen Schutz- und Trutzbund. Am 1. März 1921 trat er in die NSDAP ein. Im März 1921 gründete er die Ortsgruppe Rothenburg ob der Tauber und im September 1921, in Zusammenarbeit mit dem späteren NSDAP-Gauleiter für Unterfranken, Otto Hellmuth, die Ortsgruppe Kitzingen. Heer dominierte die Kitzinger Ortsgruppe, in der er „als unermüdlicher Organisator und Drahtzieher im Hintergrund“ wirkte. Im Vergleich zu anderen Parteifunktionären und Agitatoren verfügte er über beschränkte Fähigkeiten als Redner und trat als solcher öffentlich kaum in Erscheinung. Stattdessen organisierte er Auftritte prominenter auswärtiger Redner wie Hermann Esser, Joseph Goebbels, Julius Streicher oder der völkischen Agitatorin Andrea Ellendt. Die Reden waren zum Teil von gewalttätigen Ausschreitungen begleitet; so kam es im November 1922 vor einem Auftritt Ellendts in Hohenfeld zu einer Messerstecherei mit mehreren Verletzten. In seiner Selbstdarstellung im Reichstagshandbuch gab Heer 1933 an, in Hohenfeld schwer verletzt worden zu sein. Zudem behauptete er, an „allen Straßenkämpfen und Saalschlachten im Maindreieck“ und im Oktober 1922 am sogenannten Marsch auf Coburg teilgenommen zu haben.
Nachdem das in Folge des Hitlerputsches verfügte Verbot der NSDAP aufgehoben worden war, trat Heer der Partei zum 4. Oktober 1925 erneut bei (Mitgliedsnummer 19.786). In der antisemitischen Wochenzeitung Der Stürmer behauptete Heer im September 1927, Kitzingen sei der Ort, „in dem Juda der Herr ist, der Jude alles und alle regiert“, und wünschte sich die „Wiederkehr der guten alten Zeit“, in der der Jude, „um sich vor der Volkswut zu schützen […] bei Dunkelheit nicht mehr alleine auf die Straße wagt“. Eine Beschwerde der jüdischen Gemeinde bei der Stadt über ihren Beamten blieb für Heer folgenlos; der Stadtrat missbilligte den Stürmer-Artikel bei fünf Gegenstimmen.
1932 wurde Heer, der Träger des Koburger Ehrenzeichens und des Goldenen Ehrenzeichens der NSDAP war, ehrenamtlicher NSDAP-Kreisleiter für den Kreis Kitzingen. Nach der Machtübertragung an die Nationalsozialisten wurde er Stadtrat beziehungsweise Ratsherr der Stadt Kitzingen sowie stellvertretender Präsident des Bezirkstages von Unterfranken. Von November 1933 bis zum Ende der NS-Herrschaft im Frühjahr 1945 war Heer Abgeordneter für den Wahlkreis 26 (Franken) im nationalsozialistischen Reichstag. Ab 1934 war er zusätzlich NSDAP-Kreisleiter für Gerolzhofen und ab 1941 auch für Ochsenfurt.
Beim „Judenboykott“ am 1. April 1933 trat Heer als Redner auf. Im August 1933 initiierte er einen Stadtratsbeschluss, der Juden die Benutzung des städtischen Schwimmbades verbot. Der zunächst als zu weitgehend angesehene Beschluss wurde zwei Jahre später umgesetzt.
An den Novemberpogromen 1938 war Heer in Kitzingen und Gerolzhofen führend beteiligt: Nach Aussagen von Augenzeugen hielt sich Heer am Morgen des 10. November in der Kitzinger Synagoge auf, als SS-Mitglieder die Inneneinrichtung der später in Brand gesteckten Synagoge verwüsteten. Am Vorabend hatte Heer an Besprechungen teilgenommen und Polizei und Feuerwehr angewiesen, nicht einzugreifen. Durch Heers Anwesenheit in Kitzingen verzögerten sich die Ausschreitungen in Gerolzhofen. Dem Vorsitzenden des dortigen Historischen Vereins und ehemaligen Stadtarchivars, Stephan Oettermann, zufolge forderte Heer als Kreisleiter den Ortsgruppenleiter dazu auf, schärfer gegen die Juden in Gerolzhofen vorzugehen. Daraufhin verwüsteten 40 SA- und SS-Männer die Synagoge der Stadt und misshandelten eine Jüdin. Nach dem Pogrom forderte Heer, Kommissare zur Überwachung jüdischer Betriebe einzusetzen. Durch die „Arisierung“ jüdischer Häuser wollte er Engpässe auf dem Wohnungsmarkt beheben. Im Juni 1939 widersetzte sich Heer der Wiedereröffnung der Judenschule in Gerolzhofen, der die Würzburger Außenstelle der Gestapo zuvor zugestimmt hatte. Kurz nach Beginn des Zweiten Weltkrieges forderte er vergeblich die Einweisung aller Juden in ein Konzentrationslager.
Im Oktober 1944 erreichte Heer nach jahrelangen Auseinandersetzungen die Ablösung des Kitzinger Landrats Raimund Rüth. Bereits 1941 hatte Heer dem NSDAP-Mitglied Rüth vorgeworfen, politisch zu passiv zu sein und insbesondere bei der Verwaltung der enteigneten Abtei Münsterschwarzach den Klerikern gegenüber zu entgegenkommend zu sein. Bei Kriegsende flüchtete Heer kurz vor dem Eintreffen amerikanischer Truppen am 5. April 1945 aus Kitzingen. Zuvor hatte er versucht, durch Durchhaltepropaganda und Drohungen den Widerstandswillen der Bevölkerung zu stärken.

### Nachkriegszeit
Am 23. März 1948 verurteilte das Landgericht Würzburg Heer wegen seiner Beteiligung an den Novemberpogromen 1938 in Kitzingen zu fünf Jahren Zuchthaus und Aberkennung der bürgerlichen Ehrenrechte. Das Oberlandesgericht Bamberg bestätigte im September 1950 das Strafmaß, auf das Heers vorherige Internierung gemäß dem automatischen Arrest nicht angerechnet wurde. Heer, der gesundheitlich angeschlagen fast die gesamte Haftzeit absaß, starb im Juni 1961 in seinem Geburtsort Rothenburg.
Der Ankläger in Heers Entnazifizierungsverfahren nannte ihn „besonders in der Zeit von 1932 an intolerant im höchsten Grade Andersgesinnten gegenüber“, insbesondere gegen Juden, aber auch gegenüber Pfarrern und BVP-Mitgliedern. Dem Urteil des Würzburger Landgerichts zufolge war Heer ein „bedingungsloser treuer Gefolgsmann Adolf Hitlers“. Im Würzburger Verfahren bezeichnete sich Heer als „Nationalsozialist mit meiner ganzen Seele und meinem ganzen Herzen“. Sich selbst sah Heer als „unschuldig“, da er „im guten Glauben gehandelt“ habe. Dem Historiker Elmar Schwinger zufolge übernahm Heer seit 1921 „mit geradezu fanatischem Eifer die Rolle des nationalsozialistischen Einpeitschers und Wächters“. In der Zeit des Nationalsozialismus habe sich Heer radikalisiert; spätestens seit 1939 übertraf er alle mainfränkischen Kreisleiter „an denunziatorischem Impetus und antisemitischer Gehässigkeit“, so Schwinger.